# Bohaté Málkovice
Bohaté Málkovice, bis 1923 Německé Malkovice (deutsch Deutsch Malkowitz) ist eine Gemeinde in mährischen Jihomoravský kraj, Tschechien.

## Geschichte

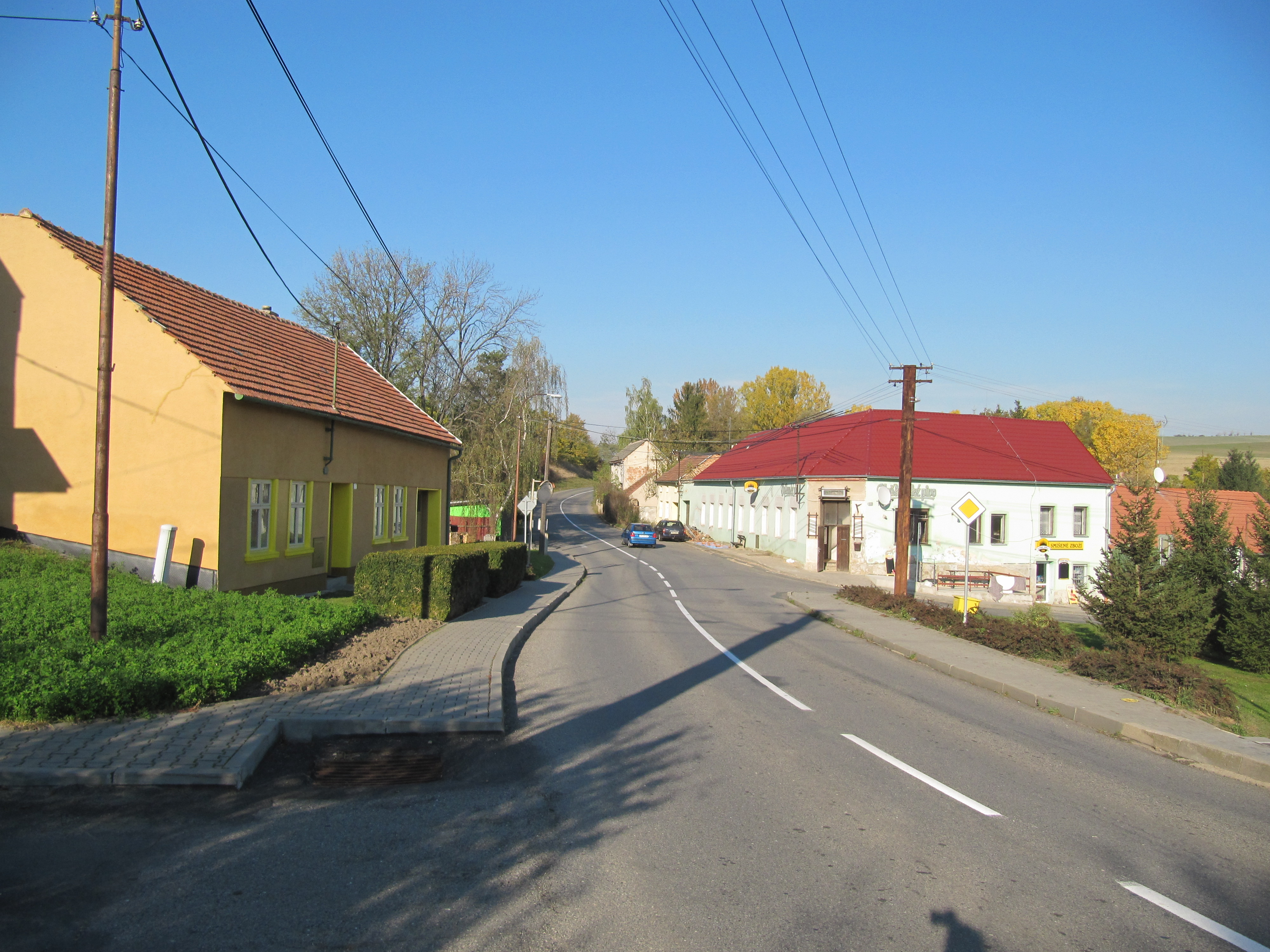
Bohaté Málkovice

Die erste schriftliche Erwähnung stammt aus dem Jahr 1307, der Ort war aber bereits dreißig Jahre später nach einer Pestepidemie verlassen. Nach einigen Verkäufen erhielt die Abtei St. Thomas in Alt Brünn das Dorf.